# Таяновский, Игорь Александрович
Игорь Александрович Таяновский (13 февраля 1936, Соболево, Дальневосточный край — 16 июля 2009, Великий Новгород) — советский и русский поэт и прозаик.

## Биография
Игорь Александрович Таяновский родился в семье кадрового офицера гвардии капитана Александра Игнатьевича Таяновского (1908—1944). В возрасте девяти лет потерял отца, который погиб при освобождении Молдавии от немецких войск и был захоронен на мемориале воинской славы «Вечность».
В тринадцать лет, оставшись сиротой, вынужден был пойти работать. Отслужил три года в Советской Армии. В 1954 году отправился на целину, принимал участие в строительстве комбината искусственного волокна в городе Балаково Саратовской области.
С 1967 года жил и работал в Великом Новгороде. В 1979 году окончил Высшие литературные курсы Союза писателей при литературном институте имени А. М. Горького.
Игорь Александрович Таяновский скончался 16 июля 2009 года и похоронен на Западном кладбище Великого Новгорода.

## Творчество
Игорь Таяновский — автор двадцати поэтических сборников и двух книг прозы. Первое стихотворение поэта было опубликовано в 1953 году в газете «Гремячинский рабочий» (ныне Пермская область). Серьёзно заниматься литературной деятельностью начал лишь в конце 1960-х годов. В 1968 году в «Литературной России» была напечатана поэма «Зинка». В антологии «Час России» напечатали стихотворение «Иконокрады».
В его творчестве присутствовали стихи о Родине, войне, природе, сатирические сказки для детей и взрослых, эпиграммы. Особое место занимали стихи о Новгороде. Игорь Таяновский написал альтернативный гимн города.

## Награды и звания
- Заслуженный работник культуры РФ[3]
- Член Союза писателей СССР
- Член Союза писателей РФ
- Академик Петровской академии наук и искусств
- Почётный академик Академии русской словесности
- Кавалер ордена Петровский крест «Честь и слава России»
- Золотая Пушкинская медаль «За сохранение традиций в русской литературе»[4]
- Золотая медаль Г. Р. Державина

## Избранная библиография

### Сборники
- Фамильная земля : Кн. поэм / Игорь Таяновский; [Худож. А. И. Векслер]. — Л. : Лениздат, 1979. — 10 000 экз.
- В отчем доме: стихи и поэмы / Предисл. А. Межирова; Рис. А. Гасникова. — Л.: Дет. лит., 1980. — переизд. — 142 с. — 75 000 экз.
- Откровение: стихотворения и поэмы. — Л.: Лениздат, 1984.
- Жалейка: стихи, поэмы. — М.: Сов. писатель, 1987.
- И случилось — приключилось… — Кишинёв: Лит. артистикэ, 1989.
- Мужичок Избушкин и его частушки: бесконечная сказка. — Кишинёв: Лит. артистикэ, 1990.
- Новгородские звоны. — Великий Новгород: Вече, 1999. — 400 экз.
- Венок сонетов. — Великий Новгород: Б.и., 2002. — (приложение к журналу «Чело»).
- На Руси изумлённой: Рассказы. — СПб., 2006. — (Библиотека журнала «Невский альманах»). — ISBN 5-902741-24-6.
- Журавей: избранное. — Великий Новгород: Печатный двор, 2006. — 300 экз.
- Невеликий Новгород Великий / Сборник. — Великий Новгород: Печатный двор, 2009. — ISBN 978-5-904062-03-3.
- Восьмая струна: стихи и поэмы.
- Между небом и грязью (при участии журнала «Невский альманах»)[5]

### Разное
- Приключения железного человечка: Сказка. — Л.: Дет. лит., 1987.
- Песнь о Великом Новгороде: поэма / Художник Г. Сенечко. — Великий Новгород: Вече, 2000. (приложение к альманаху «Вече»).
- Приключения котлеты: сказка для малышей / Худож. Б. Амамбаев, С. Букур. — Великий Новгород, 2002.
- Крепыши и малыши
- Стихи старого поэта
- Похождения Вкуснотея